# 紹夫科韋 (巴里希夫卡區)
50°19′52″N 31°18′28″E / 50.33111°N 31.30778°E
紹夫科韋（烏克蘭語：Шовкове）是位於烏克蘭北部的村莊，由基辅州布羅瓦里區的巴里希夫卡市鎮負責管轄。該村始建於1950年，面積0.35平方公里，海拔高度102米，2001年人口114，人口密度每平方公里325.7人。